# German Masters (snooker)
De German Masters is een snooker-rankingtoernooi in Duitsland, wat voor het eerst gehouden werd in 1995, toen nog als German Open. Tot 1997 bestond het toernooi als rankingtoernooi, in 1998 was het non-ranking. Daarna verdween het toernooi voor 13 jaar van de kalender, waarna in het seizoen 2010/11 weer terugkeerde als rankingtoernooi. De German Masters wordt gehouden in het Tempodrom in Berlijn.

## Erelijst
| Seizoen                      | Winnaar               | Verliezend finalist   | Score                 |
| German Open (ranking)        | German Open (ranking) | German Open (ranking) | German Open (ranking) |
| ---------------------------- | --------------------- | --------------------- | --------------------- |
| 1995/96                      | John Higgins          | Ken Doherty           | 9 - 3                 |
| 1996/97                      | Ronnie O'Sullivan     | Alain Robidoux        | 9 - 7                 |
| 1997/98                      | John Higgins          | John Parrott          | 9 - 4                 |
| German Masters (non-ranking) |                       |                       |                       |
| 1998/99                      | John Parrott          | Mark Williams         | 6 - 4                 |
| German Masters (ranking)     |                       |                       |                       |
| 2010/11                      | Mark Williams         | Mark Selby            | 9 - 7                 |
| 2011/12                      | Ronnie O'Sullivan     | Stephen Maguire       | 9 - 7                 |
| 2012/13                      | Ali Carter            | Marco Fu              | 9 - 6                 |
| 2013/14                      | Ding Junhui           | Judd Trump            | 9 - 5                 |
| 2014/15                      | Mark Selby            | Shaun Murphy          | 9 - 7                 |
| 2015/16                      | Martin Gould          | Luca Brecel           | 9 - 5                 |
| 2016/17                      | Anthony Hamilton      | Ali Carter            | 9 - 6                 |
| 2017/18                      | Mark Williams         | Graeme Dott           | 9 - 1                 |
| 2018/19                      | Kyren Wilson          | David Gilbert         | 9 - 7                 |
| 2019/20                      | Judd Trump            | Neil Robertson        | 9 - 6                 |
| 2020/21                      | Judd Trump            | Jack Lisowski         | 9 - 2                 |
| 2021/22                      | Zhao Xintong          | Yan Bingtao           | 9 - 0                 |
| 2022/23                      | Ali Carter            | Tom Ford              | 10 - 3                |
| 2023/24                      | Judd Trump            | Si Jiahui             | 10 - 5                |
| 2024/25                      | Kyren Wilson          | Barry Hawkins         | 10 - 9                |